# Carl Lundgren
Carl Andersson Lundgren, kallad Lundgren med lådan, född 30 december 1836 i Karlskoga församling, Örebro län, död 5 januari 1891 i Kristinehamns församling, Värmlands län, var en svensk skräddare och sångarevangelist i Svenska Missionsförbundet.

## Biografi
Carl Lundgren var son till lantbrukaren Anders Eriksson och Anna Jonsdotter. Från 1851 var han lärling hos skräddarmästaren Gustaf Hellberg i Örebro. Som ung gesäll blev han omvänd av väckelsepredikanten Carl Johan Nyvall och vid mitten av 1860-talet började han tillsammans med olika predikanter göra predikoresor och sångarresor runt om i Värmland och angränsande landskap. Samtidigt var han verksam som skräddare. 1867–1874 innehade han en lanthandel i Asphyttan, Färnebo socken. Därefter bosatte han sig på olika platser i Sverige. Från 1886 fram till sin död var han bosatt i Kristinehamn.
Han var sångarevangelist i EFS och senare i Svenska Missionsförbundet. Lundgren reste omkring och ackompanjerade sig själv med ett psalmodikon, "lådan" som gav honom hans smeknamn. Hans texter finns publicerade i Herde-Rösten 1892, som var en psalmbok för det svenska missionsförbundet i USA, och i Helgelseförbundets sångbok Hjärtesånger 1895. Han gav 1878 ut sina sånger i en sångsamling, Nöd och Nåd, som såldes för 25 öre, enligt Lundgren själv "12 öre nöd och 13 öre nåd".
Lundgren gifte sig första gången 1867 med Sara Jansson (död 1874) och andra gången 1890 med Kristina Johanna Jansson.

## Psalmer
- Nöd och Nåd 1878.
  - Stundom vid min simpla låda
  - En kvinna gick en gång (i musikhäftet till Nöd och Nåd 1878 och 1881)

- Det glada budskapet 1890.
  - 43. Ehvad dig möter, käre vän Finns på Wikisource.

- Herde-Rösten (1892).
  - 247. Jag fröjdas när jag tänker på  (även i Hjärtesånger)
  - 572 Jesus, Herre kär, kom och bliv oss när

- Hjärtesånger (1895).
  - 18. Men varför är du så förskräckt för Gud Finns på Wikisource.
  - 37. Vad än dig möter, käre vän Finns på Wikisource.
  - 47. Det var natt och Sions skara Finns på Wikisource.
  - 97. Herre, min Gud, var nära mig på färden. Tillsammans med C. W. C.
  - 125. Så hav nu, själ, ett muntert mod Finns på Wikisource.
  - 131. Var finnes väl ro för mitt hjärta
  - 132. Jag haver ett ögonblick gömt mig
  - 160. O tänk, när frälsaren
  - 161. O tänk, att snart ingår
  - 205. Herre, du mig räckte
  - 207. Se, dagen gryr och natten flyr Finns på Wikisource.
  - 210. Välkommen, skymningsfrid så skön
  - 213. O, jag mins en gång Finns på Wikisource.
  - 213. O, vet du, min broder, jag hörde en gång
  - 225. Om kära vänner mig bortglömma
  - 229. Jag levde en tid utan Gud här i världen
  - 230. O, Lammets blod, du ljuva reningsflod
  - 234. När någon syndare födes på nytt Finns på Wikisource.
  - 237. Arma hjärta Finns på Wikisource.
  - 239. Jag fröjdas, när jag tänker på (även i Herde-Rösten)